# Zaandam Kogerveld vasútállomás
Zaandam Kogerveld vasútállomás vasútállomás Hollandiában, Zaanstad községben, Zaandam településen.

## Vasútvonalak
Az állomást az alábbi vasútvonalak érintik:
- Zaandam–Enkhuizen-vasútvonal

## Kapcsolódó állomások
A vasútállomáshoz az alábbi állomások vannak a legközelebb:
- Purmerend Weidevenne vasútállomás
- Zaandam vasútállomás